# Fußballclub Hansa Rostock 2014-2015
Questa voce raccoglie le informazioni riguardanti il Fußballclub Hansa Rostock nelle competizioni ufficiali della stagione 2014-2015.

## Stagione
Nella stagione 2014-2015 l'Hansa Rostock, allenato da Peter Vollmann e Karsten Baumann, concluse il campionato di 3. Liga al 17º posto.

## Rosa
| N. |                      | Ruolo | Calciatore              |
| -- | -------------------- | ----- | ----------------------- |
| 1  | Germania (bandiera)  | P     | Marcel Schuhen          |
| 2  | Germania (bandiera)  | D     | Markus Gröger           |
| 3  | Germania (bandiera)  | D     | Steven Ruprecht         |
| 4  | Germania (bandiera)  | D     | Tommy Grupe             |
| 5  | Germania (bandiera)  | C     | Denis Weidlich          |
| 6  | Germania (bandiera)  | D     | Oliver Hüsing           |
| 7  | Germania (bandiera)  | D     | Shervin Radjabali-Fardi |
| 8  | Germania (bandiera)  | C     | José Ikeng              |
| 9  | Germania (bandiera)  | C     | Julian Jakobs           |
| 11 | Germania (bandiera)  | C     | Christian Bickel        |
| 13 | Germania (bandiera)  | C     | Nico Matern             |
| 14 | Finlandia (bandiera) | D     | Mikko Sumusalo          |
| 15 | Austria (bandiera)   | C     | Marco Kofler            |
| 17 | Namibia (bandiera)   | C     | Manfred Starke          |
| 18 | Slovenia (bandiera)  | D     | Jovan Vidovič           |

| N. |                     | Ruolo | Calciatore            |
| -- | ------------------- | ----- | --------------------- |
| 19 | Germania (bandiera) | C     | Sascha Schünemann     |
| 20 | Germania (bandiera) | P     | Fabian Künnemann      |
| 21 | Germania (bandiera) | A     | Halil Savran          |
| 22 | Germania (bandiera) | P     | Johannes Brinkies     |
| 23 | Germania (bandiera) | C     | Robin Krauße          |
| 25 | Germania (bandiera) | D     | Sebastian Pelzer      |
| 26 | Germania (bandiera) | C     | Dennis Srbeny         |
| 27 | Germania (bandiera) | P     | Robin Schröder        |
| 29 | Germania (bandiera) | D     | Lukas Scherff         |
| 31 | Germania (bandiera) | C     | Kai Schwertfeger      |
| 33 | Germania (bandiera) | D     | Maximilian Ahlschwede |
| 34 | Romania (bandiera)  | A     | Sabrin Sburlea        |
| 35 | Serbia (bandiera)   | C     | Aleksandar Stevanović |
| 38 | Germania (bandiera) | A     | Marcel Ziemer         |

## Organigramma societario
Area tecnica
- Allenatore: Karsten Baumann
- Allenatore in seconda: Uwe Ehlers
- Preparatore dei portieri: Stefan Karow
- Preparatori atletici:

## Calciomercato

### Sessione estiva
| Acquisti | Acquisti         | Acquisti                 | Acquisti |
| R.       | Nome             | da                       | Modalità |
| -------- | ---------------- | ------------------------ | -------- |
| C        | Christian Bickel | Energie Cottbus          |          |
| C        | Aykut Erdogan    | Duisburg II              |          |
| D        | Markus Gröger    | Eintracht Francoforte II |          |
| C        | Nico Matern      | Drochtersen-Assel        |          |
| P        | Robin Schröder   | Hansa Rostock U19        |          |
| C        | Kai Schwertfeger | Karlsruhe                |          |
| D        | Christian Stuff  | Union Berlino            |          |
| A        | Marcel Ziemer    | Saarbrücken              |          |

| Cessioni | Cessioni           | Cessioni          | Cessioni |
| R.       | Nome               | a                 | Modalità |
| -------- | ------------------ | ----------------- | -------- |
| A        | Henry Haufe        | Schönberg         |          |
| A        | Nikolaos Iōannidīs | Olympiacos        |          |
| C        | Milorad Peković    | Eintracht Treviri |          |
| A        | Johan Plat         | Roda JC           |          |
| D        | Maximilian Rausch  | Schönberg         |          |

### Sessione invernale
| Acquisti | Acquisti              | Acquisti         | Acquisti |
| R.       | Nome                  | da               | Modalità |
| -------- | --------------------- | ---------------- | -------- |
| C        | Marco Kofler          | Wacker Innsbruck |          |
| D        | Mikko Sumusalo        | RB Lipsia        |          |
| D        | Oliver Hüsing         | Werder Brema     |          |
| D        | Maximilian Ahlschwede | Wehen Wiesbaden  |          |
| P        | Marcel Schuhen        | Colonia          |          |

| Cessioni | Cessioni         | Cessioni         | Cessioni |
| R.       | Nome             | a                | Modalità |
| -------- | ---------------- | ---------------- | -------- |
| C        | Martin Pett      | Schönberg        |          |
| C        | Aykut Erdogan    | Gaziantep        |          |
| D        | Christian Stuff  | Union Berlino II |          |
| D        | Lukas Pägelow    | Meuselwitz       |          |
| C        | David Blacha     | Wehen Wiesbaden  |          |
| C        | Max Christiansen | Ingolstadt 04    |          |

## Risultati

### 3. Liga

#### Girone di andata
| Arbitro: | Aarnink |

|                                       |           |                                                  |
| Schmidt 31’ Piossek 67’ Reichwein 70’ | Marcatori | 7’ Savran 12’ Blacha 27’ Schwertfeger 39’ Bickel |

| Arbitro: | Kampka |

|                           |           |                  |
| Kleineheismann 87’ (aut.) | Marcatori | 77’ Brandstetter |

| Arbitro: | Heft |

|                         |           |  |
| Breitkreuz 61’ Sané 77’ | Marcatori |  |

| Arbitro: | Badstübner |

|  |           |          |
|  | Marcatori | 48’ Book |

| Arbitro: | Schröder |

|                                                  |           |                           |
| Kurz 49’ Aosman 66’ Trettenbach 73’ Dressler 81’ | Marcatori | 18’, 60’, 84’, 88’ Ziemer |

| Arbitro: | Koslowski |

|            |           |                                      |
| Srbeny 24’ | Marcatori | 5’ Sohm 8’ Senesie 48’ (aut.) Krauße |

| Arbitro: | Schlager |

|  |           |                              |
|  | Marcatori | 50’ Bickel 90’ (rig.) Ziemer |

| Arbitro: | Jablonski |

|  |           |           |
|  | Marcatori | 63’ Gogia |

| Arbitro: | Stieler |

|                       |           |  |
| Fink 7’ Danneberg 42’ | Marcatori |  |

| Arbitro: | Osmers |

|                                                                  |           |                       |
| Ruprecht 26’ (rig.), 28’ (rig.) Schuppan 66’ (aut.) Weidlich 85’ | Marcatori | 71’ Klos 77’ Testroet |

| Arbitro: | Reichel |

|            |           |  |
| Kessel 30’ | Marcatori |  |

| Arbitro: | Wingenbach |

|              |           |                          |
| Weidlich 15’ | Marcatori | 54’ Wolze 69’, 90’ Klotz |

| Arbitro: | Kinhöfer |

|                                             |           |  |
| Halimi 12’ Soriano 27’ Braun-Schumacher 28’ | Marcatori |  |

| Arbitro: | Bandurski |

|                       |           |                            |
| Ziemer 52’ Bickel 65’ | Marcatori | 32’ Abelski 82’ (rig.) Erb |

| Arbitro: | Kempkes |

|              |           |            |
| Derstroff 7’ | Marcatori | 53’ Blacha |

| Arbitro: | Treiber |

|                    |           |                               |
| Kučuković 90’, 90’ | Marcatori | 58’ Menga 83’ (rig.) Feldhahn |

| Arbitro: | Mix |

|                                   |           |             |
| Ziemer 2’, 41’, 76’ Kučuković 90’ | Marcatori | 64’ Tashchy |

| Arbitro: | Welz |

|            |           |  |
| Möhrle 38’ | Marcatori |  |

| Arbitro: | Siebert |

|            |           |                      |
| Jakobs 52’ | Marcatori | 25’, 61’, 86’ Fetsch |

#### Girone di ritorno
| Arbitro: | Sather |

|  |           |                        |
|  | Marcatori | 24’ Krohne 87’ Piossek |

| Arbitro: | Schröder |

|                                        |           |            |
| Kammlott 4’, 10’ Tyrała 56’ Wiegel 67’ | Marcatori | 59’ Ziemer |

| Arbitro: | Brand |

|  |           |                                                       |
|  | Marcatori | 10’ Krause 52’ (rig.) Kazior 75’ Breitkreuz 89’ Kegel |

| Arbitro: | Kempkes |

|            |           |                             |
| Blacha 79’ | Marcatori | 50’ Ziemer 62’ Schwertfeger |

| Arbitro: | Storks |

|                                |           |                     |
| Ziemer 38’ Ruprecht 62’ (rig.) | Marcatori | 31’ Kurz 45’ Königs |

| Arbitro: | Schult |

|           |           |              |
| Rühle 74’ | Marcatori | 21’ Ruprecht |

| Arbitro: | Huber |

|                           |           |             |
| Ziemer 60’ Schünemann 69’ | Marcatori | 90’ Klement |

| Arbitro: | Kampka |

|           |           |                       |
| Gogia 38’ | Marcatori | 74’ Ziemer 90’ Hüsing |

| Arbitro: | Schriever |

|            |           |  |
| Savran 13’ | Marcatori |  |

| Arbitro: | Steinhaus-Webb |

|                                    |           |                                |
| Schütz 45’ Hemlein 53’ Junglas 88’ | Marcatori | 45’ Savran 70’ (rig.) Ruprecht |

| Arbitro: | Bokop |

|                                                |           |  |
| Ruprecht 24’ (rig.) Bickel 29’, 88’ Savran 33’ | Marcatori |  |

| Arbitro: | Wingenbach |

|                        |           |                        |
| Dausch 42’ Onuegbu 50’ | Marcatori | 44’ Sburlea 55’ Savran |

| Arbitro: | Heft |

|              |           |  |
| Weidlich 61’ | Marcatori |  |

| Arbitro: | Schwermer |

|                              |           |            |
| Abelski 60’ Thiel 63’ (rig.) | Marcatori | 75’ Hüsing |

| Arbitro: | Huber |

|                                    |           |                         |
| Weidlich 28’ Savran 45’ Bickel 90’ | Marcatori | 10’ Solga 32’ Hornschuh |

| Arbitro: | Grudzinski |

|            |           |  |
| Álvarez 4’ | Marcatori |  |

| Arbitro: | Treiber |

|                                             |           |                       |
| Rathgeb 12’ (rig.) Wanitzek 43’ Tashchy 76’ | Marcatori | 17’ Bickel 62’ Ziemer |

| Arbitro: | Jablonski |

|  |           |                      |
|  | Marcatori | 72’ (rig.) Makarenko |

| Arbitro: | Wingenbach |

|                        |           |           |
| Eilers 42’ Tekerci 86’ | Marcatori | 11’ Ikeng |

## Statistiche

### Statistiche di squadra
| Competizione | Punti | In casa | In casa | In casa | In casa | In casa | In casa | In trasferta | In trasferta | In trasferta | In trasferta | In trasferta | In trasferta | Totale | Totale | Totale | Totale | Totale | Totale | DR  |
| Competizione | Punti | G       | V       | N       | P       | Gf      | Gs      | G            | V            | N            | P            | Gf           | Gs           | G      | V      | N      | P      | Gf     | Gs     | DR  |
| ------------ | ----- | ------- | ------- | ------- | ------- | ------- | ------- | ------------ | ------------ | ------------ | ------------ | ------------ | ------------ | ------ | ------ | ------ | ------ | ------ | ------ | --- |
| 3. Liga      | 41    | 19      | 7       | 4       | 8       | 29      | 31      | 19           | 4            | 4            | 11           | 25           | 37           | 38     | 11     | 8      | 19     | 54     | 68     | -14 |
| Totale       | 41    | 19      | 7       | 4       | 8       | 29      | 31      | 19           | 4            | 4            | 11           | 25           | 37           | 38     | 11     | 8      | 19     | 54     | 68     | -14 |

### Andamento in campionato
| Giornata  | 1 | 2 | 3  | 4  | 5  | 6  | 7  | 8  | 9  | 10 | 11 | 12 | 13 | 14 | 15 | 16 | 17 | 18 | 19 | 20 | 21 | 22 | 23 | 24 | 25 | 26 | 27 | 28 | 29 | 30 | 31 | 32 | 33 | 34 | 35 | 36 | 37 | 38 |
| --------- | - | - | -- | -- | -- | -- | -- | -- | -- | -- | -- | -- | -- | -- | -- | -- | -- | -- | -- | -- | -- | -- | -- | -- | -- | -- | -- | -- | -- | -- | -- | -- | -- | -- | -- | -- | -- | -- |
| Luogo     | T | C | T  | C  | T  | C  | T  | C  | T  | C  | T  | C  | T  | C  | T  | C  | C  | T  | C  | C  | T  | C  | T  | C  | T  | C  | T  | C  | T  | C  | T  | C  | T  | C  | T  | T  | C  | T  |
| Risultato | V | N | P  | P  | N  | P  | V  | P  | P  | V  | P  | P  | P  | N  | N  | N  | V  | P  | P  | P  | P  | P  | V  | N  | N  | V  | V  | V  | P  | V  | N  | V  | P  | V  | P  | P  | P  | P  |
| Posizione | 4 | 3 | 13 | 15 | 14 | 17 | 16 | 16 | 17 | 12 | 14 | 15 | 16 | 17 | 17 | 17 | 16 | 16 | 19 | 19 | 19 | 19 | 19 | 19 | 19 | 17 | 16 | 15 | 15 | 15 | 15 | 15 | 16 | 15 | 15 | 16 | 17 | 17 |

Legenda:

Luogo: C = Casa; T = Trasferta. Risultato: V = Vittoria; N = Pareggio; P = Sconfitta.

### Statistiche dei giocatori
| M. Ahlschwede      | 16 | 0  | 1  | 1 |
| C. Bickel          | 36 | 7  | 6  | 0 |
| D. Blacha          | 21 | 2  | 0  | 0 |
| J. Brinkies        | 9  | 0  | 1  | 0 |
| M. Christiansen    | 17 | 0  | 2  | 0 |
| A. Erdogan         | 0  | 0  | 0  | 0 |
| T. Grupe           | 9  | 0  | 1  | 0 |
| M. Gröger          | 11 | 0  | 0  | 0 |
| J. Hahnel          | 14 | 0  | 0  | 1 |
| O. Hüsing          | 16 | 2  | 3  | 0 |
| J. Ikeng           | 10 | 1  | 2  | 0 |
| J. Jakobs          | 19 | 1  | 3  | 0 |
| M. Kofler          | 8  | 0  | 6  | 0 |
| R. Krauße          | 19 | 0  | 5  | 2 |
| M. Kučuković       | 9  | 3  | 1  | 0 |
| F. Künnemann       | 0  | 0  | 0  | 0 |
| N. Matern          | 1  | 0  | 0  | 0 |
| S. Pelzer          | 9  | 0  | 1  | 0 |
| M. Pett            | 3  | 0  | 0  | 0 |
| S. Radjabali-Fardi | 10 | 0  | 0  | 0 |
| S. Ruprecht        | 33 | 6  | 13 | 0 |
| H. Savran          | 23 | 6  | 6  | 0 |
| S. Sburlea         | 14 | 1  | 1  | 0 |
| L. Scherff         | 2  | 0  | 0  | 0 |
| R. Schröder        | 0  | 0  | 0  | 0 |
| M. Schuhen         | 16 | 0  | 1  | 0 |
| K. Schwertfeger    | 20 | 2  | 3  | 1 |
| S. Schünemann      | 21 | 1  | 2  | 0 |
| D. Srbeny          | 18 | 1  | 1  | 0 |
| M. Starke          | 10 | 0  | 1  | 0 |
| A. Stevanović      | 15 | 0  | 2  | 0 |
| C. Stuff           | 15 | 0  | 2  | 0 |
| M. Sumusalo        | 14 | 0  | 1  | 1 |
| J. Vidovič         | 9  | 0  | 0  | 0 |
| D. Weidlich        | 35 | 4  | 5  | 0 |
| M. Ziemer          | 34 | 15 | 7  | 0 |